# And Once Again
And Once Again è il quindicesimo album del musicista soul statunitense Isaac Hayes, pubblicato nel 1980 da Polydor Records.
| Recensione | Giudizio |
| ---------- | -------- |
| AllMusic   | [ 1 ]    |

## Tracce
1. It's All in the Game – 5:34 (Carl Sigman, Charles G. Dawes)
2. Ike's Rap VII / This Time I'll Be Sweeter – 13:34 (Hayes / Gwen Guthrie, Patrick Grant)
3. I Ain't Never – 7:23
4. Wherever You Are – 5:40
5. Love Has Been Good to Us – 6:59

## Classifiche settimanali
| Classifica (1980) | Posizione massima |
| ----------------- | ----------------- |
| Stati Uniti       | 59                |
| US R&B Albums     | 26                |